# Remember (canción de Disturbed)
«Remember» es una canción de la banda estadounidense de heavy metal Disturbed. La canción fue lanzada el 3 de diciembre de 2002 como el segundo sencillo del álbum Believe. El vocalista David Draiman calificó a la canción como su favorita de los dos primeros álbumes de la banda.

## Video musical
Se grabaron dos videos musicales. El primera muestra a la banda interpretando la canción en vivo. La segunda está dirigido por Marc Webb, en la que muestra un concierto de la banda en un pequeño escenario con un conjunto de pantallas detrás de ellos, exhibiendo frases y escenas relacionadas con la canción. En 2009, durante su gira Music as a Weapon IV, esta canción fue interpretada acompañada de una guitarra acústica, durante la mayor parte de la canción.

## Lista de canciones
CD 1
1. «Remember» - 4:07
2. «Remember» (Live) - 4:22
3. «Rise» (Live) - 4:10

CD 2
1. «Remember» - 4:07
2. «Bound» (Live) - 3:58
3. «Mistress» (Live) - 3:51

Vinilo en 7"
1. «Remember» - 4:07
2. «Remember» (Live) - 4:22

Edición japonesa
1. «Remember» - 4:10
2. «Remember» (Live) - 4:24
3. «Rise» «»(Live) - 4:09
4. «Bound» (Live) - 3:53

## Posicionamiento en listas y certificaciones
| País           | Lista (2002)                     | Mejor posición |
| -------------- | -------------------------------- | -------------- |
| Estados Unidos | Billboard Bubbling Under Hot 100 | 10             |
| Estados Unidos | Modern Rock Tracks               | 22             |
| Estados Unidos | Mainstream Rock Tracks           | 6              |
| Reino Unido    | UK Singles Chart                 | 56             |